# Франческо Флорімо
Франческо Флорімо (італ. Francesco Florimo; 12 грудня 1800, Сан-Джорджо-Морджето, королівство Неаполь — 18 грудня 1888, Неаполь, королівство Італія) — італійський композитор, музикознавець і бібліотекар.

## Біографія
Франческо Флорімо народився в Сан-Джорджо-Морджето в Калабрії 12 жовтня 1800 в родині Мікеланджело Флорімо і Марії Антонії Оліва. У листопаді 1817 року вступив в Неаполі в музичну колегію Сан-Себастьяно, згодом перетворену в консерваторію Сан-П'єтро-а-Майєлла, де навчався гри на фортеп'яно, вокалу та контрапункту. Вчителями майбутнього композитора були Джакомо Трітто і Ніколо Антоніо Дзінґареллі, а однокласником — Вінченцо Белліні, з яким Франческо Флорімо зв'язала справжня дружба. Перші композиції були написані ним під час навчання в музичній школі. Це були кантати і меси.
З 1826 року працював в консерваторії архівістом. 20 квітня 1828 року диригував виконанням «Змилуйся» (лат. Miserere) свого вчителя Дзінґареллі для 53 голосів на концерті в музичній колегії. У 1831 році отримав місце регента студентського хору. Цю посаду він обіймав до самої смерті.
У 1851 році став директором консерваторської бібліотеки. Під його керівництвом бібліотека придбала цінну колекцію музикознавчих творів, зображень та рукописів композиторів королівства Неаполь й інших країн. Так, ним були придбані автографи Белліні, Дзінґареллі, Нікколо Піччінні, Доменіко Чімарози, Джованні Паїзієлло, Мікеле Карафа ді Колобрано.
Визнання отримав не як композитор, а як музичний історик, бібліотекар, дослідник і організатор культурних заходів. Широку популярність Франческо Флорімо принесла його фундаментальна праця «Музична школа Неаполя» (італ. Scuola musicale di Napoli) в 4-х томах, видана з 1869 по 1882 рік.
У 1841 році був обраний членом-кореспондентом Королівської національної Академії витончених мистецтв в Неаполі. У лютому 1855 року був обраний почесним членом Академії Святої Цецилії в Римі. У 1869 році став почесним членом Академія Філармонік в Болоньї. У 1887 році був зведений в кавалери Ордена Корони Італії. 2 жовтня 1876 року стало членом-кореспондентом Національної Королівського товариства Неаполя.
Франческо Флорімо є автором підручника «Короткий метод співу» (італ. Breve metodo di canto), який він присвятив своєму вчителю по вокалу, Джироламо Крешентіні, останньому хранителю традиції викладання співу, яка сходила до легендарним засновникам консерваторії в Неаполі, Алессандро Скарлатті, Франческо Дуранте і Нікола Порпора.
У 1876 році, з нагоди першого виконання «Кільця нібелунгів» Ріхарда Вагнера, Франческо Флорімо опублікував есе «Ріхард Вагнер і вагнеріанці» (італ. Richard Wagner ed i wagneristi), в якому встав на сторону послідовників композитора в їх суперечці з антивагнеріанцями.
У 1875 році він оголосив про відкриття підписки зі збору коштів для встановлення пам'ятника Вінченцо Белліні. Серед музикантів, які зробили внесок в здійснення цього проєкту були Петро Ілліч Чайковський і Антон Рубінштейн. У 1876 році прах Вінченцо Белліні, знову ж таки завдяки зусиллям Франческо Флорімо, був перенесений з кладовища Пер-Лашез у Парижі в Катанію, на батьківщину композитора. Франческо Флорімо зробив все, щоб увічнити пам'ять про друга, який раптово помер. Він не тільки видав його біографію, свої про нього спогади, численні автографи, а й сприяв установі конкурсів, премій і академій його імені.
Франческо Флорімо помер в Неаполі 18 грудня 1888 року.